# Johannes Herbert

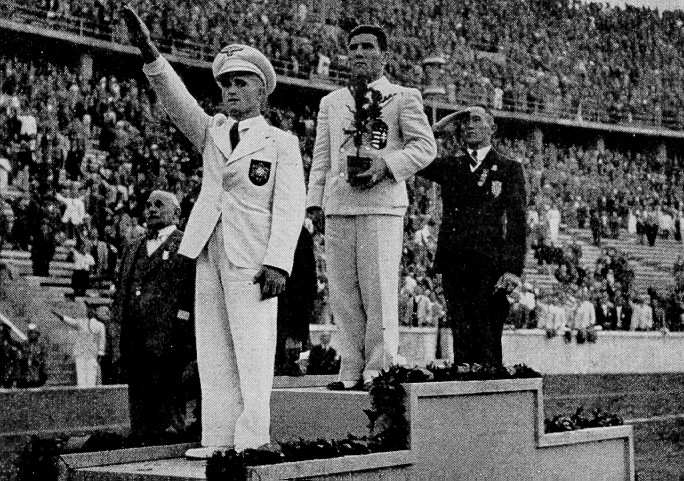
Johannes Herbert (Olympiade 1936, vorne)

Johannes Herbert (* 28. Oktober 1912 in Groß-Zimmern; † 30. Dezember 1978 in Stuttgart) war ein deutscher Ringer.
Er begann seine Laufbahn in Stuttgart beim KV 1895 und erzielte bereits als Jugendlicher erste Erfolge, die sich bei den Aktiven auf regionaler und württembergischer Ebene fortsetzten. In seiner Gewichtsklasse, dem Bantamgewicht (bis 56 kg Körpergewicht) war die Konkurrenz in Deutschland mit Olympiasieger Jakob Brendel, Nürnberg, Justin Gehring, Friesenheim, Willi Möchel, Köln, Hermann Fischer, Zweibrücken und Ferdinand Schmitz, Köln sehr groß. Trotzdem gelang es ihm, sich für die Teilnahme an den Olympischen Spielen 1936 in Berlin zu qualifizieren. 
In Berlin rang er im freien Stil im Bantamgewicht. Er besiegte Cazaux, Frankreich, Cakiryldiz, Türkei und Laporte, Belgien und unterlag in den Finalkämpfen gegen Herman Tuvesson, Schweden und Ödön Zombori, Ungarn und gewann damit die Bronzemedaille. 1937 wurde er auch bei den Europameisterschaften in Paris, diesmal im griechisch-römischen Stil, eingesetzt. Er siegte über Bertoli, Italien, Abramowitsch, Frankreich und Sikk, Estland, musste aber nach einer knappen 2:1-Punktniederlage gegen Antonín Nič, Tschechoslowakei ausscheiden und belegte den 4. Platz.
Johannes Herbert wurde 1938 deutscher Vizemeister im griechisch-römischen Stil und belegte 1935 und 1936 dritte Plätze. Im freien Stil belegte er 1935 und 1936 dritte Plätze.
Der Krieg beendete 1939 die aktive Laufbahn von Johannes Herbert, der nach dem Krieg noch viele Jahre als Kampfrichter tätig war.